# Roxana Monzón
Roxana Elizabeth Monzón (Merlo, Argentina; 31 de mayo de 1974) es una docente y política argentina del Partido Justicialista. Es Diputada de la Nación Argentina por Buenos Aires desde 2023.

## Biografía
Monzón es profesora de Geografía y estudia Licenciada en Geografías en la Universidad Nacional de Luján.
Entre 2013 y 2014, fue concejal en Merlo, y luego entre 2014 y 2015 fue Directora gubernamental en Instituto de Previsión Social de la Provincia de Buenos Aires. Más adelante, comenzó a desempeñarse como Secretaria de Desarrollo Económico Sustentable en el Municipio de Merlo
En 2023 fue electa Diputada Nacional por la Provincia de Buenos Aires en la lista Unión por la Patria.

## Historial electoral
|  | 31,21 % |

|  | 43,71 % |

## Vida personal
Es pareja de Gustavo Menéndez, abogado y político argentino, con quien tiene una hija.